# NGC 4438
NGC 4438 és una galàxia lenticular situada a la constel·lació de la Verge a aproximadament 38 milions d'anys llum de la Via Làctia. És una de les dues Galàxies dels Ulls i va ser descoberta per l'astrònom germano-britànic William Herschel l'any 1784.
NGC 4438 ha estat utilitzada per Gérard de Vaucouleurs com una galàxia de tipus morfològic Pec al seu atles de les galàxies,.
NGC 4438 presenta una ampla línia d'hidrogen i és una galàxia LINER b, és a dir una galàxia on el nucli presenta un espectre d'emissió caracteritzat per de amples ratlles d'àtoms feblement ionitzats.

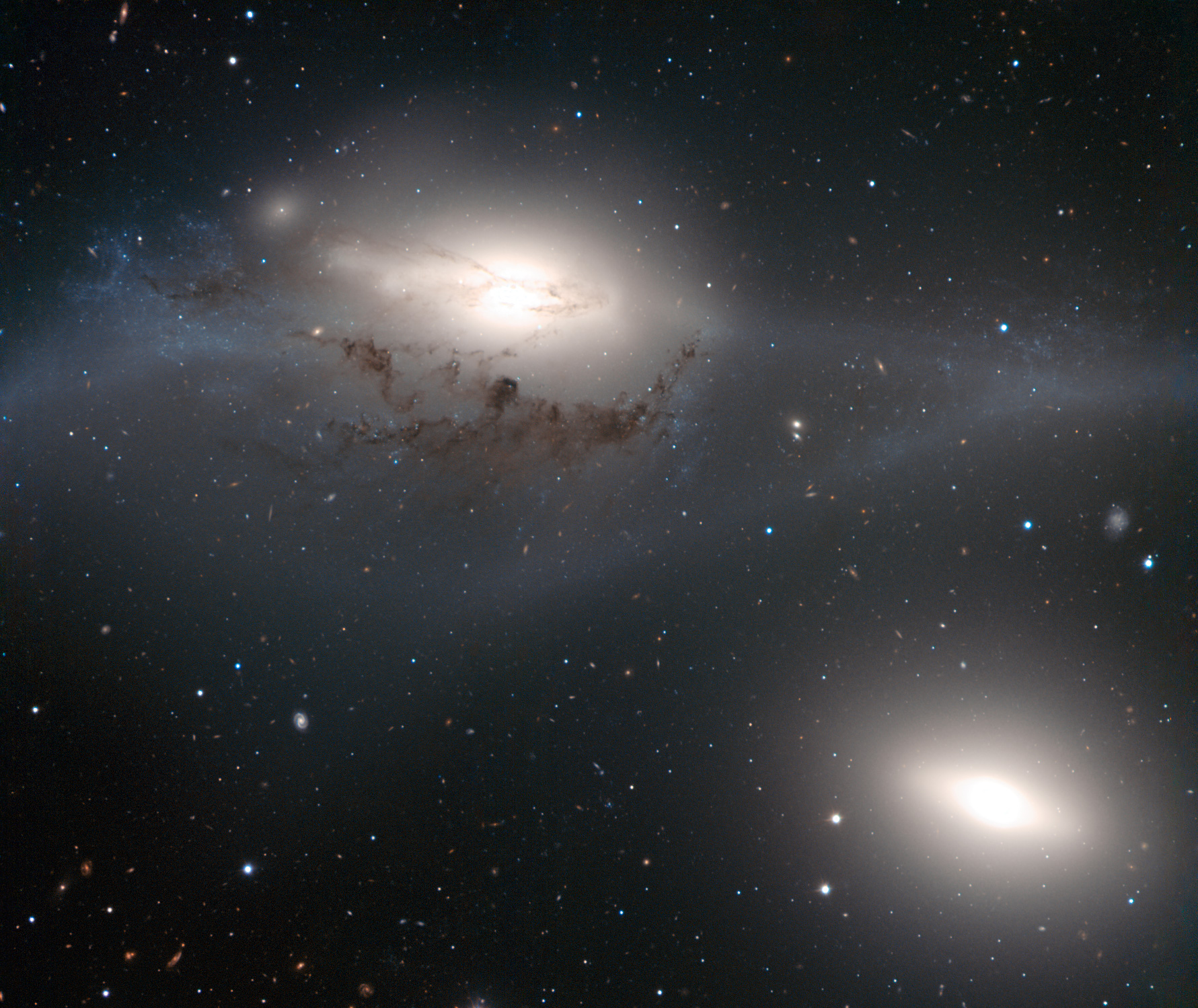
NGC 4435 i NGC 4438, els Ulls de Markarian. (telescopi espacial Hubble)

Aquesta galàxia es dirigeix cap al centre del cúmul de la Verge en direcció de la Via Làctia i la seva velocitat radial de 71 km/s és massa fluixa perquè es puga aplicar-se-li la constant de Hubble. El resultat seria de 0,99 ± 0,11 (∼3,23 anys llum), cosa que la posaria a una distància semblant a la de la galàxia d'Andròmeda a l'interior del Grup Local de galàxies. Afortunadament, s'han fet diverses mesures no basades en el desplaçament cap al roig (redshift). El resultat d'aquestes mesures donen una distància de 11,613 ± 3,539 (∼37,9 anys llum).

## NGC 4438, la cadena Markarian i les galàxies circumdants

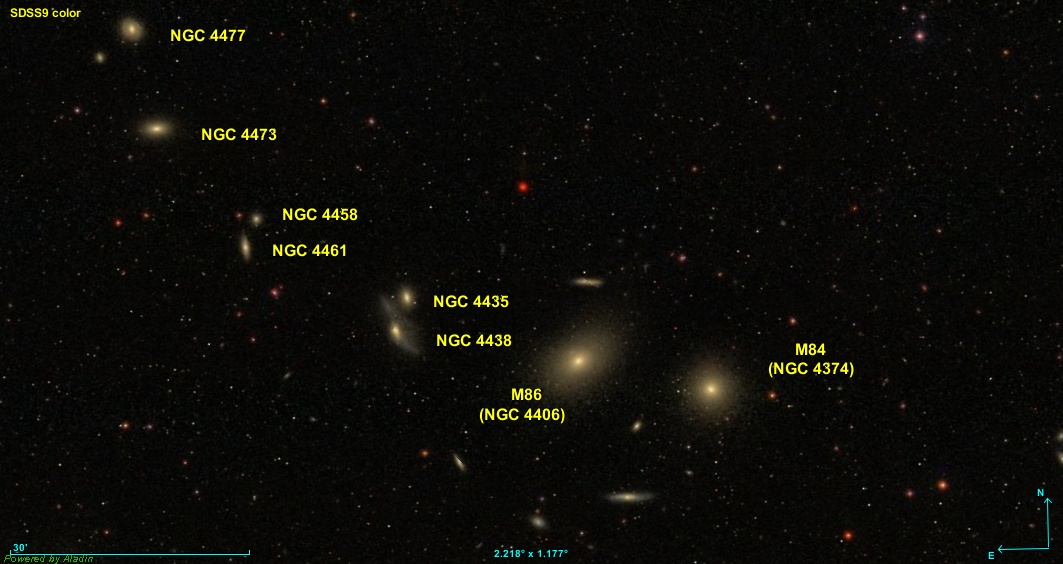
Les vuit galàxies de la cadena Markarian.

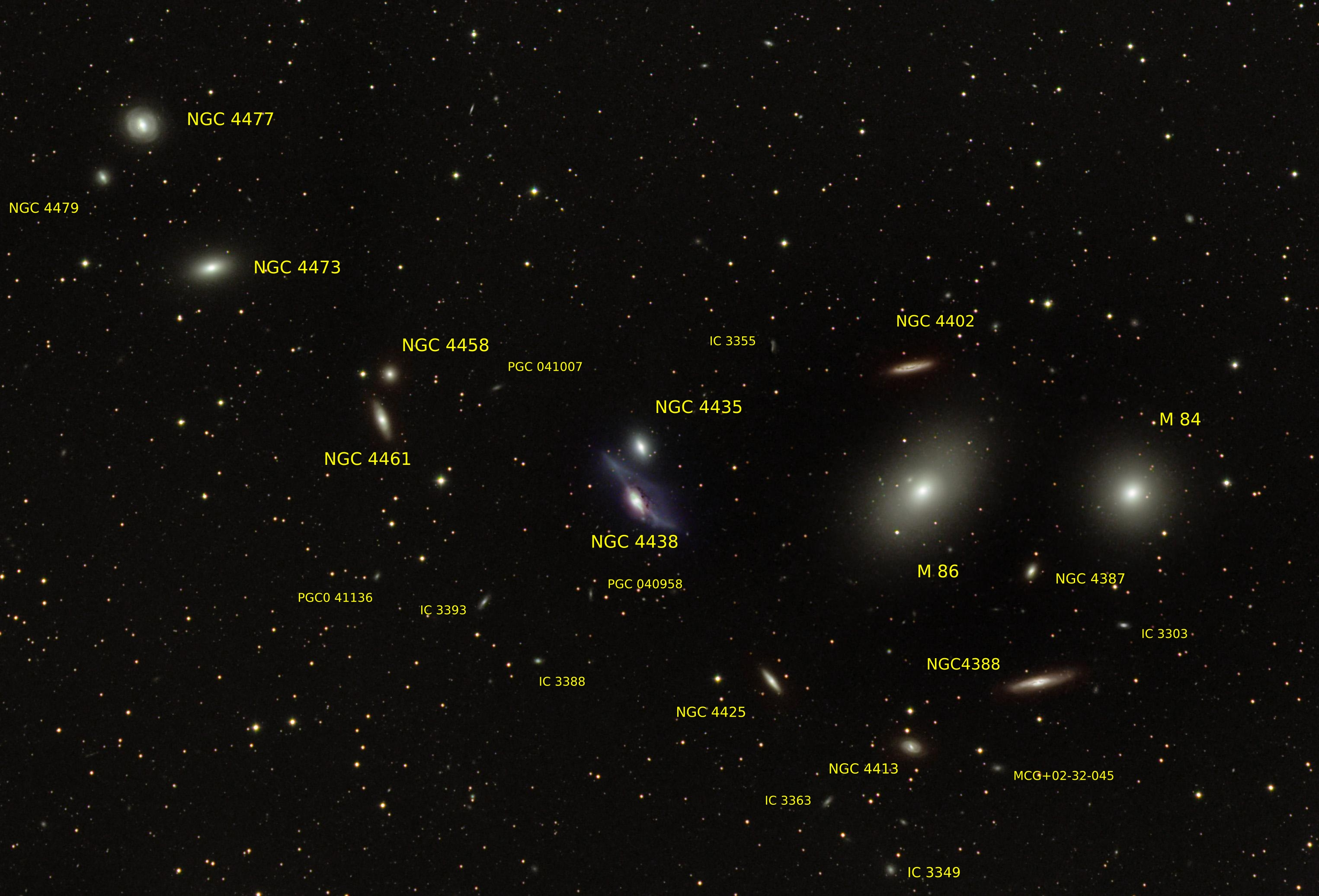
Diverses galàxies que no formen part del rang de Markarian es troben a prop. Algunes d’aquestes galàxies formen part del cúmul de la Verge.

NGC 4438 és una de les vuit galàxies de la cadena Markarian descoberta per l'astrònom soviètic armeni Benjamin Markarian. Aquestes galàxies es disposen sobre un arc de cercle entre diverses galàxies. Markarian va descobrir que tenien un moviment comú.

## Interacció d'NGC 4438 amb NGC 4435 i M86

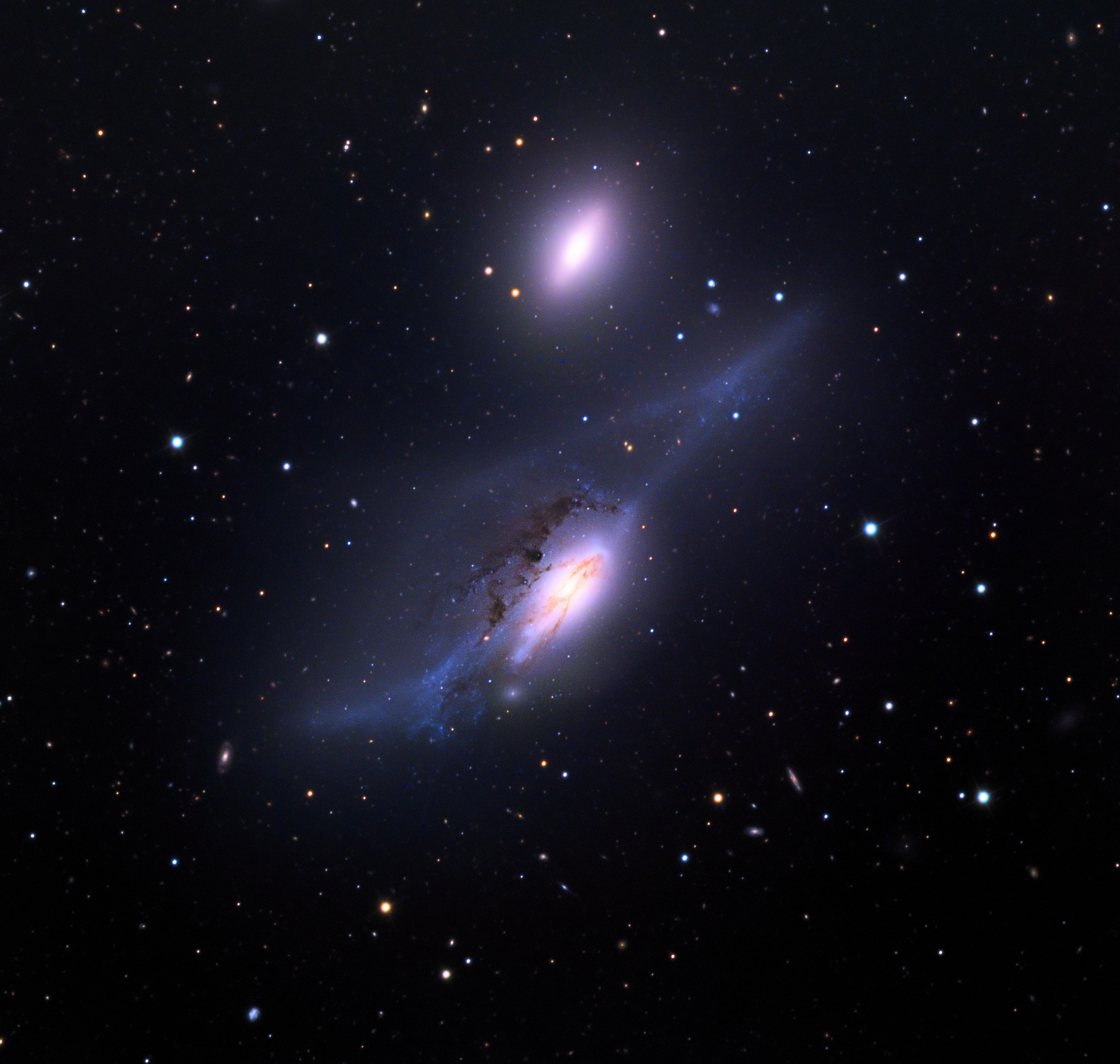
NGC 4435 i NGC 4438 per Adam Block (Mount Lemmon Observatory /Universitat d'Arizona).

NGC 4438 i NGC 4435 són dues galàxies en interacció gravitacional i figuren a l'atles de les galàxies particulars de Halton Arp sota el nom Arp 120. També estan inscrites a l'Atlas and Catalogue of Interacting Galaxies de Borís Vorontsov-Veliamínov sota la designació VV 188. Aquestes dues galàxies formen part de la cadena Markarian i se'ls ha donat el nom dels Ulls de Markarian
NGC 4438 és una dels més estranyes galàxies en interacció del cúmul de la Verge per la raó de la incertesa que envolta l'origen del mecanisme que li dona energia al seu nucli. Es podria que aquesta energia provinga d'una regió de galàxies d'esclat d'estrelles o encara d'un forat negre supermassiu actiu al si del seu nucli. Les dues hipòtesis són estudiades pels astrònoms.
Aquesta galàxia presenta un disc molt deformat així com de llargues cues de marea produïdes per les interaccions amb altres galàxies del cúmul. Aquestes característiques expliquen per què certes fonts classifiquen aquesta galàxia com una espiral
NGC 4438 també mostra signes d'una modesta explosió de formació estel·lar en el passat, una considerable deficiència d'hidrogen neutre i un desplaçament del seu medi interestel·lar (hidrogen atòmic i molecular, pols interestel·lar i gasos calents). cap a la galàxia NGC 4435. Aquestes observacions suggereixen tant una interacció gravitatòria amb NGC 4435 com la pèrdua de matèria causada per la pressió dinàmica produïda pel seu moviment a gran velocitat en el medi intergalàctic del cúmul de la Verge, velocitat que va augmentar amb la trobada entre aquestes dues galàxies.
Malgrat l'existència d'evidències convincents que les distorsions d'NGC 4438 van ser causades per una col·lisió descentrada amb NGC 4435 fa milions d'anys, les troballes que es remunten a finals dels anys 2000 han demostrat una possible interacció entre NGC 4438 i la veïna gran galàxia el·líptica M86. De fet, una imatge presa per Tomer Tal, Hugh Crowl, George Jacoby i John Feldmeier mitjançant el telescopi Mayall de quatre metres de l’Observatori Kitt Peak de NOAO mostrava l'existència de llargs circells gasosos d’hidrogen ionitzat de 400.000 anys llum entre NGC 4438 i M86. Aquest descobriment se suma a altres que han mostrat gas i pols a l'interior de M86 que podrien haver estat arrencats d'NGC 4438 durant una trobada antiga entre aquestes dues galàxies. Vista l'alta densitat de galàxies dins del cúmul de la Verge, és possible que les tres galàxies NGC 4435, NGC 4438 i M86 hagen experimentat interaccions en el passat.

## Grup d'M86
Segons Abraham Mahtessian, NGC 4438 format part d'un grup de galàxies que compta 22 membres, el grup d'M86 (NGC 4406) (M86 és la més brillant d'aquest grup). Les altres galàxies de la llista de Mahtessian són M98 (NGC 4192), NGC 4208 (NGC 4212 a l'article), NGC 4216, NGC 4396, M86 (NGC 4406), NGC 4413, NGC 4419, NGC 4531, NGC 4550, NGC 4552 (M89), M90 (NGC 4569), IC 3094 (pertinença incerta), IC 3258 i IC 3476.
La llista de Mahtessian conté alguns errors. Per exemple, la galàxia NGC 4438 forma un parell amb la galàxia NGC 4435 i lògicament hauria de pertànyer al grup d'M60 descrit per Mahtessian i al grup d'M49 descrit per A. M. Garcia. Un altre exemple és l’omissió de la galàxia IC 3583 que forma un parell amb M90.
A més, la llista de Mahtessian conté altres errors evidents. S'hi troba per exemple la galàxia NGC 598 que és en realitat la galàxia del Triangle (M33) i que format part del Grup Local, així mateix que la galàxia NGC 784 que pertany al grup d'NGC 672 i que és almenys tres vegades més a prop de la Via Làctia que les altres galàxies del grup d'M86. A més, tres de les galàxies (1110+2225, 1228+1233 i 1508+3723) mencionades a l'article no s'hi troben a les bases de dades. La notació emprada per Mahtessian és un resum de la notació del Catàleg of Galàxies and of Clústers of Galàxies CGCG i la correspondència amb altres designacions no figura desgraciadament a l'article. Així, les galàxies 0101+1625 i 1005+1233 són en realitat CGCG 0101.7+1625 (UGC 685) i CGCG 1005.8+1233 (Lleó I o UGC 5470) Lleó I format part del Grup Local i UGC 685 és a aproximadament 15 milions d'anys llum de nosaltres en la vora del grup local Aquestes dues galàxies no pertanyen manifestament al grup d'M86.
Algunes d'aquestes galàxies s'apropen de la Via Làctia o la seva velocitat radial és massa baixa perquè es puga calcular la seva distància a partir de la llei de Hubble. Afortunadament, diverses mesures (excepte per a IC 3094 i NGC 4431) han estat realitzades segons mètodes independents del desplaçament cap al roig. La distància mitjana de les galàxies del cúmul amb una mesura suficient no compensada és de 14,9 Mpc.